# بوالی
بوالی (به لاتین: Boali) یک منطقهٔ مسکونی در جمهوری آفریقای مرکزی است که در اومبلامپوکو واقع شده‌است. بوالی ۹٬۳۱۴ نفر جمعیت دارد.